# Ebo (Angola)
Ebo è un municipio dell'Angola appartenente alla provincia di Cuanza Sud. Ha 130.438 abitanti (stima del 2006) ed una superficie di 2.191 km².